# Katherine Pancol
Katherine Pancol (Casablanca, 22 oktober 1954) is een Franse romanschrijfster.

## Biografie
Katherine Pancol werd geboren in Marokko onder het Franse protectoraat. Ze heeft Moderne Letterkunde gestudeerd, werd later lerares Frans en Latijn, tot ze uiteindelijk journaliste werd.
In 1979 verscheen haar eerste roman, Moi d’abord, een succes dat haar toeliet naar New York te verhuizen en schrijflessen te volgen aan de Columbia-universiteit. Haar tweede roman, La Barbare, verscheen in 1981. Vanaf dan werd ze voltijds schrijfster.
In 2006 boekte haar roman De gele ogen van de krokodillen een daverend succes. Ook de twee andere boeken van de serie, De trage wals van de schildpadden en De eekhoorns huilen op maandag, stelden niet teleur. De romans werden in 25 talen vertaald, waaronder Engels, Spaans, Duits en Chinees.